# Synidotea pallida
Synidotea pallida är en kräftdjursart som beskrevs av Benedict 1897. Synidotea pallida ingår i släktet Synidotea och familjen tånglöss. Inga underarter finns listade i Catalogue of Life.